# Червов, Иван Михайлович
Иван Михайлович Червов (12 сентября 1901, станция Тыреть, Иркутская губерния — 21 октября 1985, Кишинёв, Молдавская ССР) — советский партийный и государственный деятель, и. о. председателя Красноярского крайисполкома в 1938–1939.

## Биография
Родился в многодетной русской семье (11 детей). Был внуком украинского крестьянина, сосланного в Сибирь за участие в бунте. В 1918 году был призван на службу в армию А. В. Колчака, однако с призывного пункта бежал. Затем был арестован, но из тюрьмы также бежал. Скрывался в посёлке Залари Иркутской губернии, где стал одним из организаторов и первым председателем сельскохозяйственной артели. Вступил добровольцем в Красную Армию и принимал участие в разгроме банд барона Унгерна. В 1925 году демобилизовался, служил в частях особого назначения. Затем возглавлял кредитное товарищество в Заларях и первую в районе сельхозартель. Окончил Высшую партийную школу и с 1928 года был на партийной работе в Западной Сибири.
Окончил Социалистическую академию. До июля 1938 года заведовал сельскохозяйственным отделом Красноярского краевого комитета ВКП(б).
В 1938–1939 годы — исполняющий обязанности председателя исполнительного комитета Красноярского краевого Совета. В этот период в крае произошёл переход от всеобщего начального ко всеобщему семилетнему образованию.
С 1939 года учился во Всесоюзной сельскохозяйственной академии имени К. А. Тимирязева, но учёбу не окончил – ушёл добровольцем на войну с Финляндией. С 1939 по 1940 год был заместителем начальника политотдела 138-й стрелковой дивизии. После демобилизации, в 1940–1941 годы, работал заместителем заведующего сельскохозяйственным отделом ЦК КП(б) Молдавии.
В 1941 году ушёл на фронт, был начальником политотдела 164-й стрелковой дивизии. Во время боёв за Днепр принял на себя командование и вывел бойцов из окружения. Остатки 164-й дивизии вошли в состав 99-й стрелковой дивизии, где он служил начальником политотдела, полковым комиссаром. В 1942 году в боях под Харьковом снова оказался в окружении и, тяжело раненный, попал в плен.
В 1942–1945 годах находился в плену. В феврале 1945 года ему удалось бежать; руководил партизанским отрядом, действовавшим на территории Чехословакии.
В послевоенное время работал директором Кишинёвской инкубаторно-птицеводческой станции.
Избирался (от Красноярского края) депутатом Верховного Совета РСФСР 1 созыва (1938—1947).

## Награды и звания
- орден Красной Звезды[2]
- орден Отечественной войны I степени (6.4.1985)[1].